# San Francisco del Norte
San Francisco del Norte es un municipio del departamento de Chinandega en la República de Nicaragua. Extraoficialmente denominado también San Francisco de Cuajiniquilapa.

## Geografía
El término municipal limita al norte con la República de Honduras y el municipio de San Pedro del Norte, al sur con los municipios de Somotillo y Villanueva, al este con los municipios de San José de Cusmapa y San Juan de Limay y al oeste con el municipio de Cinco Pinos. La cabecera municipal está ubicada a 240 kilómetros de la capital de Managua.
En el siglo XIX el municipio fue una zona minera importante; actualmente su principal riqueza radica en la fertilidad de sus tierras, regadas por los ríos afluentes del Río Guasaule y Río Negro. No existen en el área fenómenos orográficos de significación pues la mayoría de sus tierras son planas con lomas de poca altura.

## Historia
Este municipio junto con los municipios de San Pedro de Potrero Grande y Santo Tomás del Nance, fueron creados por una misma ley legislativa, el 9 de abril de 1889.

## Demografía
San Francisco del Norte tiene una población actual de 7,396 habitantes. De la población total, el 50.8% son hombres y el 49.2% son mujeres. Casi el 21.2% de la población vive en la zona urbana.

## Naturaleza y clima
El municipio tiene un clima tropical de sabana  que se caracteriza por una marcada estación seca de 4 a 6 meses de duración, confinada principalmente de los meses de noviembre a abril. Este clima no permite el mantenimiento de bosques densos predominando en cambio amplias llanuras. La precipitación varía desde un mínimo de 500 mm hasta un máximo de 2000 mm. La temperatura media anual es de 27 °C en los meses frescos y alcanza más de 30 °C en los meses calurosos.

## Localidades
Además del casco urbano existen un total de 13 comarcas: Nancital #1, Nancital #2, Agua Buena, Río Negro, La Rastra, Las Marías, El Ubuto, El Zamorano, Guallavilla o El Terrero, El Naranjo, La Flor, El Guasimal, El Jocomico.

## Economía
El municipio es eminentemente agrícola. Posee una franja agrícola irrigada por el río Guasaule y sus afluentes en cuyas riberas se cultivan granos básicos como frijoles y maíz. En la zona urbana del municipio las actividades económicas predominantes son la pequeña industria artesanal.

## Cultura
La principal fiesta religiosa que se celebra en el municipio es realizada en honor del Señor de los Milagros los días 9 al 12 de marzo de cada año. estas fiestas también se le llaman fiestas tradicionales ya que las fiestas patronales se dan del 3 al 9 de octubre en honar a San Francisco de Asís santo patrono de este municipio.